# Mollie Skinner

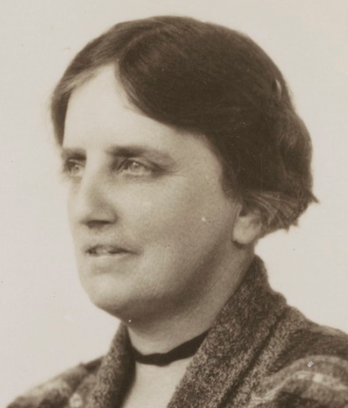
Mollie Skinner

Mollie Skinner, nacida Mary Louisa ("Mollie") Skinner (19 de septiembre de 1876 – 25 de mayo de 1955), fue una cuáquera, enfermera y escritora australiana. En sus memorias, describió las experiencias vividas durante la Primera Guerra Mundial. Skinner fue copropietaria de una casa de huéspedes en Darlington, Australia occidental, donde D. H. Lawrence, el famoso escritor británico, permaneció algún tiempo poco después de llegar al país en 1922. El borrador de su novela La casa de Ellis (The House of Ellis) fue reescrito por Lawrence y publicado como The Boy in the Bush en agosto de 1924.  
Como homenaje, una calle en Cook, un suburbio de Canberra, fue llamada con su nombre.